# Ange de Jérusalem
Pour les articles homonymes, voir Saint Ange (homonymie).
Ange de Jérusalem ou saint Ange, né en Palestine en 1185, mort en 1220 à Licata, est un saint chrétien fêté le 5 mai. Il existe autour de la vie du saint une légende dorée, ainsi que de nombreux miracles merveilleux. Il est connu pour avoir été missionné auprès du pape par les premiers ermites du Mont Carmel pour faire faire valider la Règle de saint Albert (et ainsi reconnaître par l’Église le nouvel Ordre du Carmel). Il est mort martyr en Sicile.

## Biographie

### Éléments historiques
Le père Ange de Jérusalem est entré en Sicile avec les religieux et a quitté le Mont Carmel pour venir s'installer sur cette île. Selon la tradition (qui néanmoins semble digne de foi), il aurait été tué à Licata par des « impies infidèles » au cours de la première moitié du XIIIe siècle. Il est considéré depuis comme martyr. Une église a été érigée en son honneur sur le lieu même de sa mort et son corps a été placé sur un autel de l'église. Ces brèves informations sont recueillies à partir du catalogue des saints (fin du XIVe siècle, début XVe siècle). D'autres documents, qui auraient été réunis par Nicolas Processi vers 1370, évoquent une visite d'Ange à Rome. À ces éléments (relativement fiables), se sont rajoutés beaucoup de détails légendaires, qui ont largement complété sa biographie.

### Histoire et légende
D'après la tradition, ses parents étaient d'origine juive convertis au christianisme. Il serait né à Jérusalem, ses parents s'appelant Jesse et Marie. Il a eu un frère jumeau, Jean. À la mort de leurs parents, les deux frères entrent ensemble dans l'Ordre du Carmel. La légende raconte également que la Vierge était apparue en songe à la mère d'Ange, lui révélant que ses deux fils seraient donnés à l'Église. C'est ainsi qu'Ange et son frère jumeau Jean auraient été baptisés.
À 18 ans, Ange fait sa profession sur le Mont Carmel devant le Supérieur Général de l'ordre, Saint Brocard. À 25 ans, il est ordonné prêtre. Il passe plusieurs années de vie érémitique dans le désert, va prêcher une courte période à Alexandrie (Égypte) avant de partir en Occident.
La légende indique qu'il aurait fait beaucoup de miracles lors de ses déplacements en Palestine, et comme tout le monde le connaissait, et lui ne voulait pas être victime de sa notoriété, il se retira dans un ermitage et y resta jusqu'à ce qu'il ait une vision qui lui demanda de partir vers l'Italie. Selon certaines sources, Ange aurait été missionné par son ordre pour aller plaider la cause son ordre auprès du pape Honorius III.

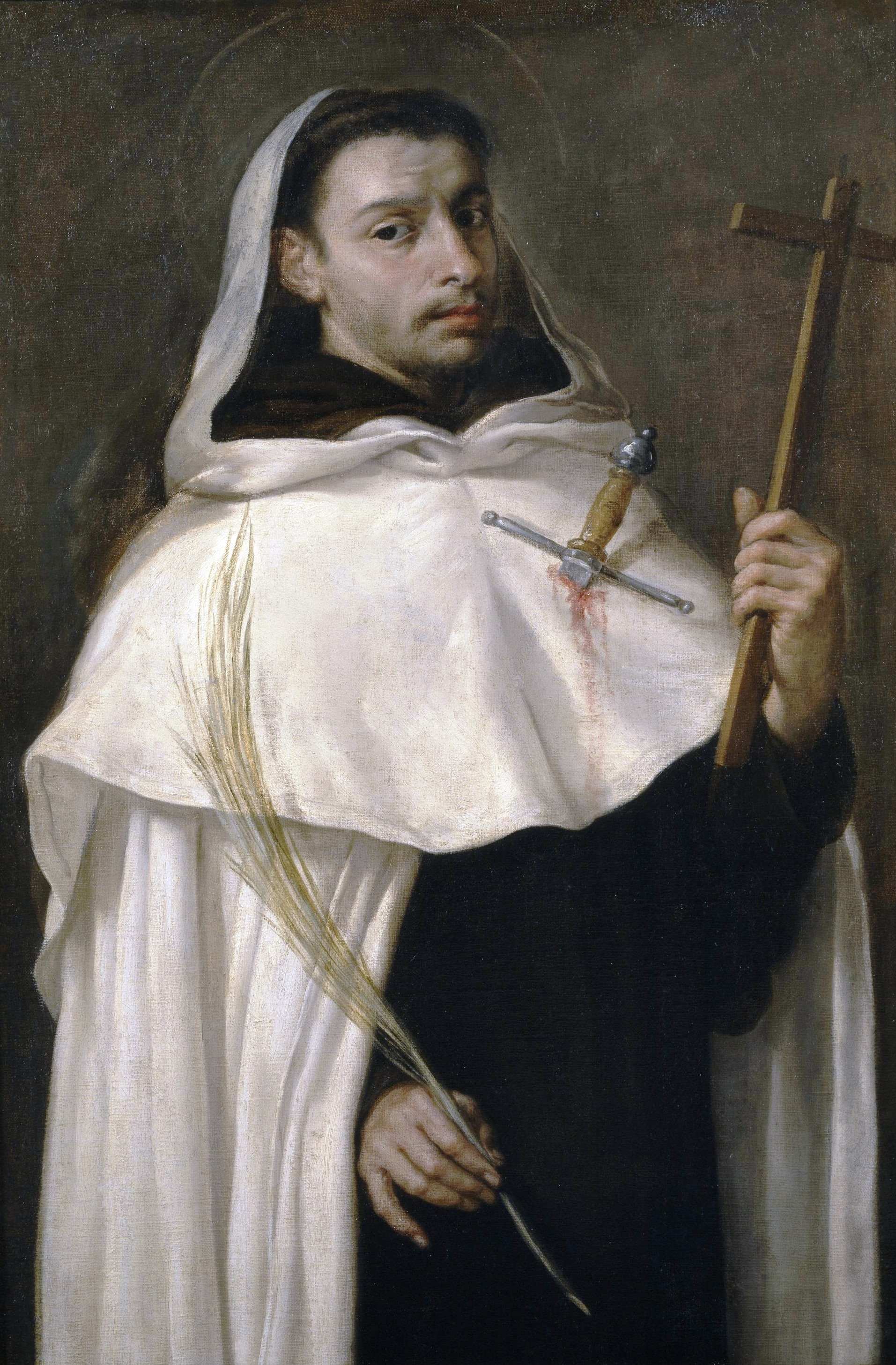
Saint Ange avec la croix, l'épée et la palme du martyr d'Antonio de Pereda (v. 1667).

Il arrive d'abord à Rome pour voir le pape et lui demander la confirmation des règles de son ordre (Règle de saint Albert, donnée aux ermites carmes par Albert de Jérusalem). Il y aurait rencontré Saint François d'Assise et Saint Dominique. Il prêche également dans la Basilique Saint-Jean-de-Latran avant d'être envoyé en Sicile. Là, il prêche l'Évangile aux Juifs et évangélise les Cathares. La légende raconte également qu'il y fait de nombreuses conversions et que ses miracles sont vite connus, de grandes foules viennent vers lui pour l'implorer.
Voulant tenter de convertir un chevalier aux mœurs dissolues (inceste) nommé Bérenger (ou Bérangier), tandis qu'il venait de terminer son homélie dans l'église saint Jacques de Licata en Sicile, il est frappé de cinq coups d'épée par ce seigneur incestueux. Auparavant, il avait déjà converti sa complice et avait convaincu la jeune femme de le quitter (dans une autre version il se heurte aux sbires du chevalier qui le frappent devant l'église Saint Jacques). Ange, mortellement blessé, est alors emmené dans une maison voisine par les fidèles. Quatre jours plus tard, le 5 mai 1225, il succombe à ses blessures en demandant aux habitants de Licata et à ses fidèles de pardonner au meurtrier.
Ange est alors enterré dans l'église où a eu lieu l'agression. Sa tombe devint rapidement un lieu de pèlerinage et son culte se répand rapidement.

### Sources biographiques
La vie de Saint Ange a été largement diffusée par les écrits d'un certain Henoch (réputé avoir été carme et patriarche de Jérusalem) ayant vécu au début du XIIIe siècle. Mais les erreurs chronologiques contenues dans son travail laissent penser qu'il était sicilien et qu'il a rédigé son document au cours de la première moitié du XVe siècle.

## Culte et canonisation

### Le culte du saint
L'Ordre des Carmes le vénère comme un saint depuis qu'en 1456 le pape Pie II a approuvé son culte (il n'a pas été canonisé officiellement). Le Pape Pie II a élevé Ange au rang de martyr.
En 1498, le chapitre général du Carmel prescrit que la commémoration quotidienne de Saint Ange doit être faite dans tous les couvents de l'ordre. En 1564, il a été décidé de célébrer cette fête par une octave solennelle.
Le culte de Saint Ange a participé à la forte expansion du Carmel en Sicile et en Italie.
En 1625, une fête a été instituée en août (elle est toujours célébrée) pour commémorer la libération de la peste. Le 4 mai 1626, Saint Ange est proclamé patron de Palerme. En 1657, la peste qui ravage la vice-royauté de Naples pousse les habitants de la ville à implorer la protection de saint Ange. La ville ayant été épargnée de la peste, les habitants de Licata construisent cette nouvelle église S. Maria del Carmine pour accueillir ses reliques. La translation des reliques a lieu le 15 août 1662.

### Les reliques
Ses reliques ont d'abord été placées dans une église n'appartenant pas au Carmel. En 1457, les frères Carmes obtiennent du pape Calixte III d'annexer l'église à leur couvent. Cependant, rien n'est fait avant 1605.
En 1486, les reliques sont déplacées de leur écrin de bois pour être mises dans une urne d'argent. Le 5 mai 1623, les reliques sont à nouveau transférées dans une nouvelle urne. Le 15 août 1662, l'urne contenant les reliques du saint est déplacée dans une nouvelle église S. Maria del Carmine construite spécialement à cet effet.

### Célébration du saint
Sa fête est fixée au 5 mai. S'il a été largement fêté dans l'Ordre du Carmel par le passé, il ne fait plus aujourd'hui partie des fêtes et mémoires obligatoires de l'ordre, et reste inscrit dans le calendrier des saints de l'Église catholique.

## Galerie

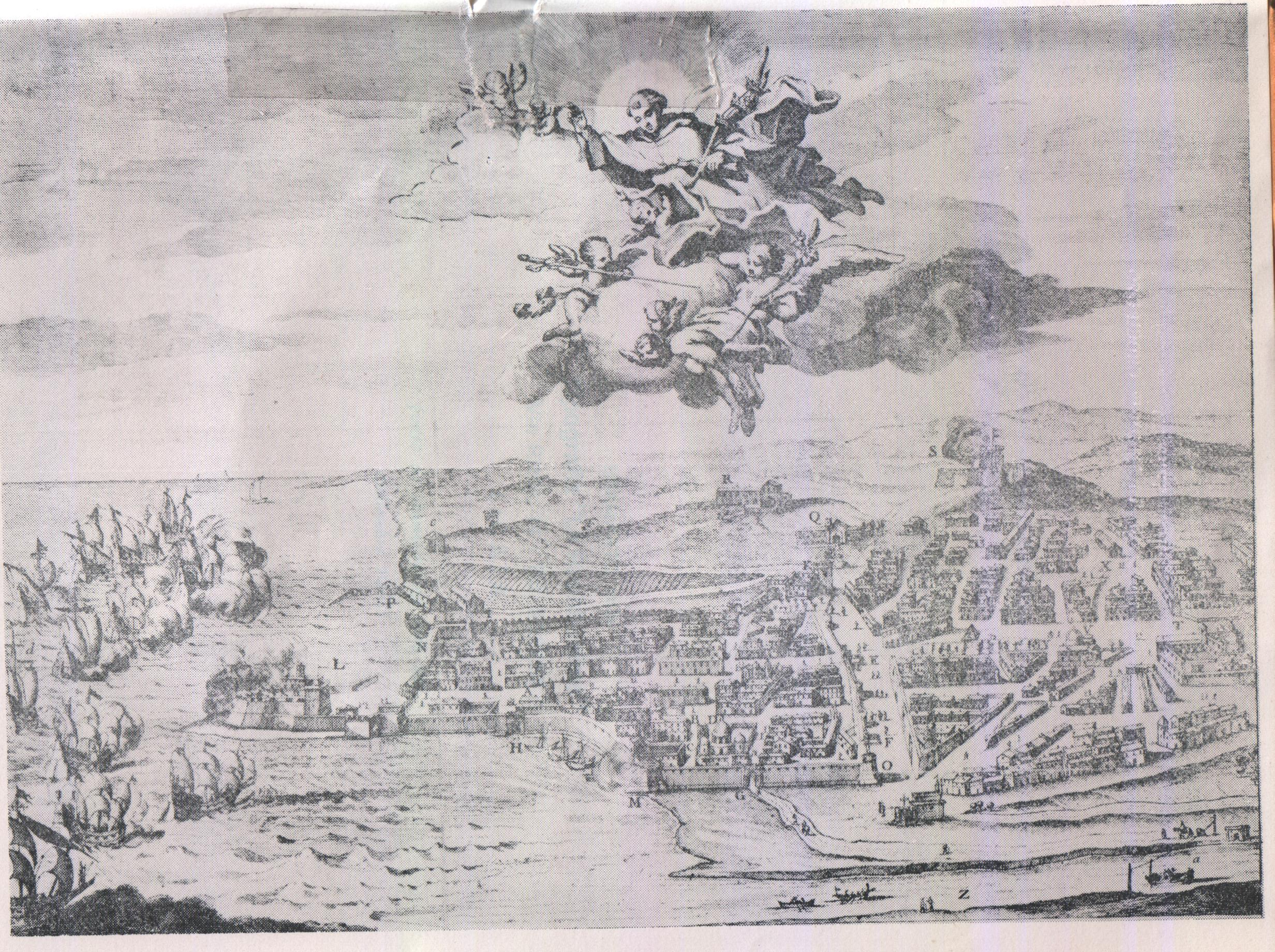
Gravure de Licata, Sicile, protégé par Saint Ange de Jérusalem au sommet. Dessin de Sebastiano Conca, 1765.
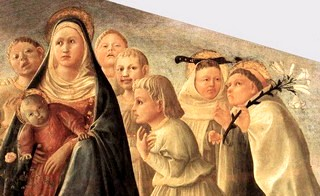
Saint Ange de Jérusalem avec la Vierge et Saint Albert de Trapani
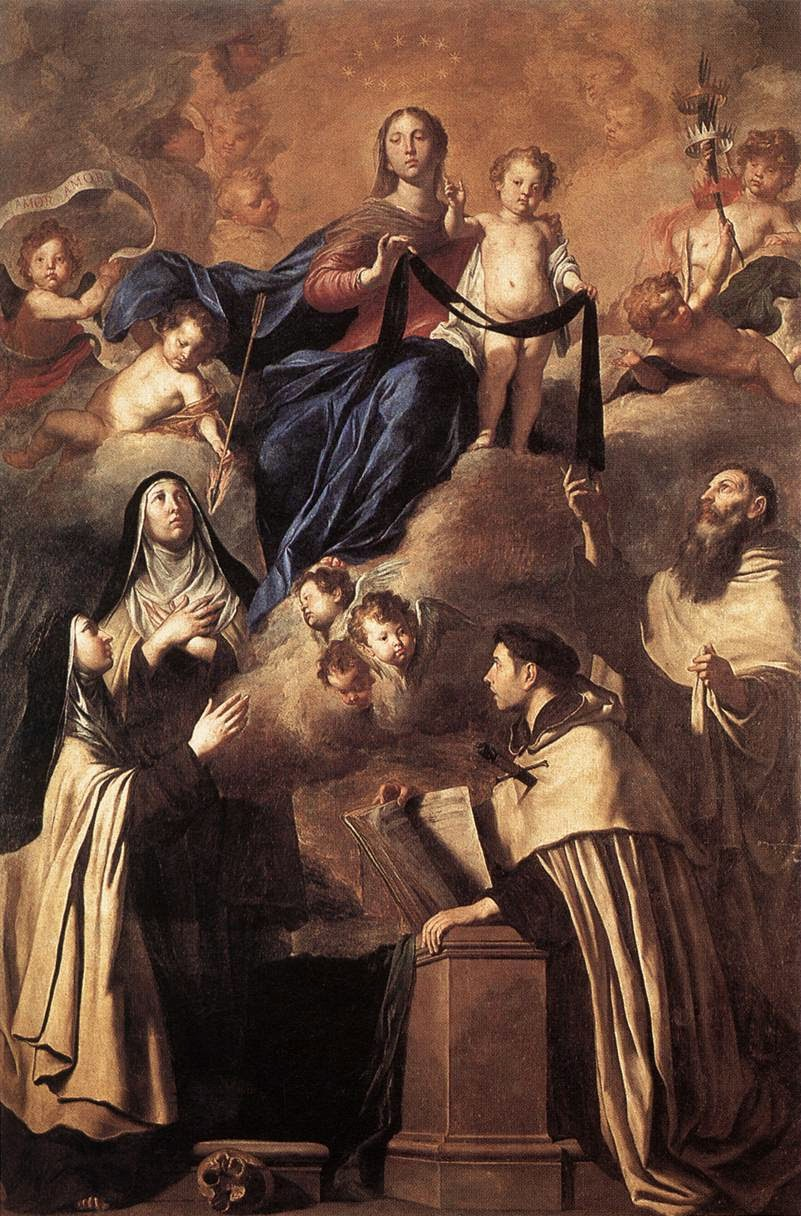
Peinture de Pietro Novelli, 1641, la Vierge Marie et les Saints du Carmel: le troisième est Ange de Jérusalem (Palermo)
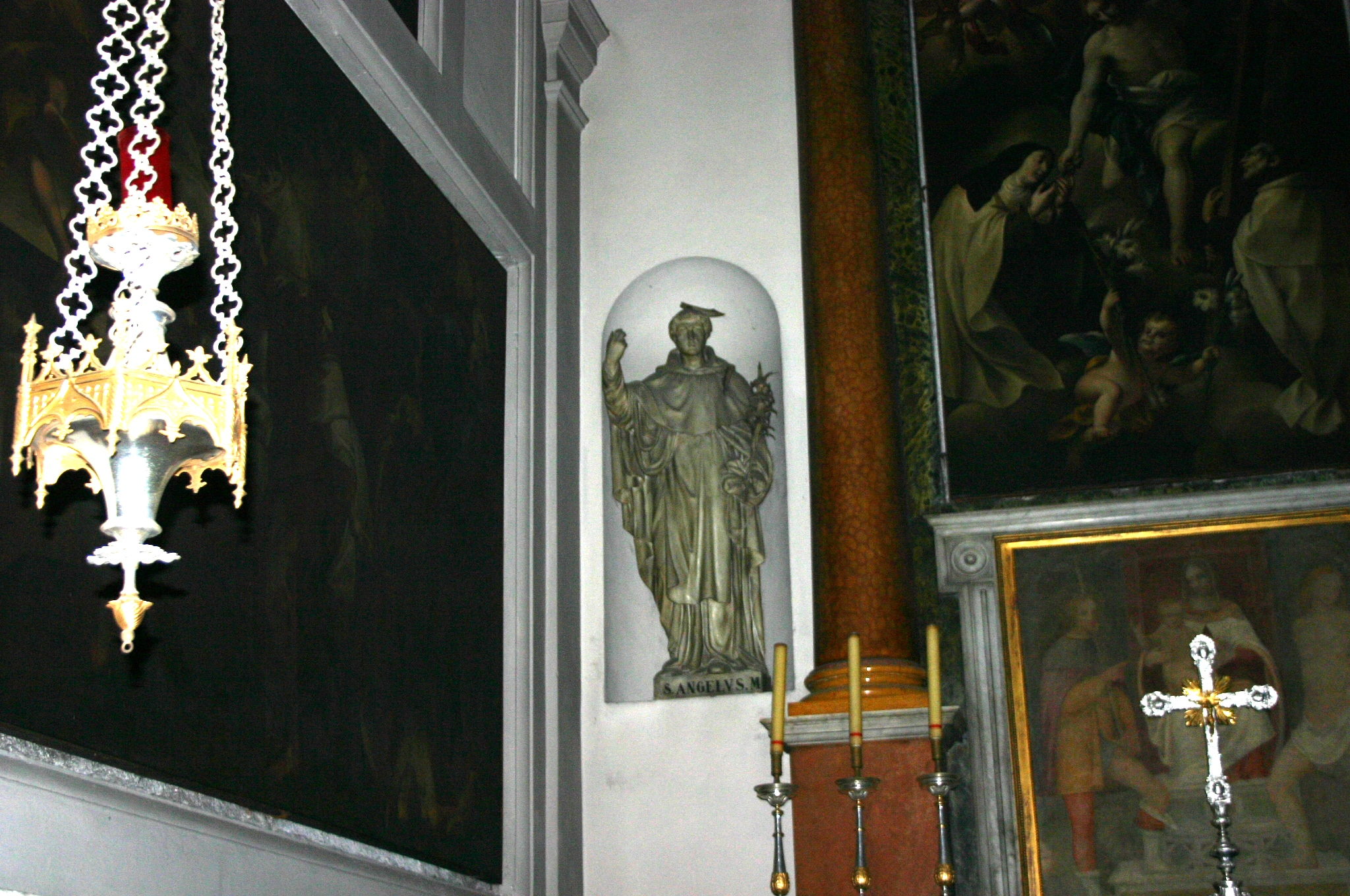
Photo de la statue de St Ange dans l'église de Santa Marta S. Maria del Carmine (Milan)
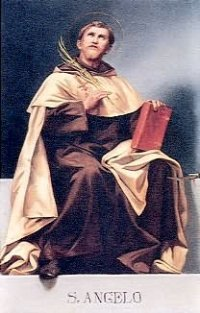
Saint Ange de Jérusalem, auteur inconnu.

## Annexe